# Schermbeck
Schermbeck é um município da Alemanha localizado no distrito de Wesel, região administrativa de Düsseldorf, estado da Renânia do Norte-Vestfália.

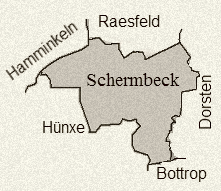
Mapa de Schermbeck